# Dieciséis
El dieciséis o  sece (del latín sedĕcim), (16) es el número natural que sigue al 15 y precede al 17.

## Matemática
- Un número compuesto; sus divisores propios son 1, 2, 4 y 8. La suma de sus divisores propios es 15 < 16 por tanto es un número defectivo.  La suma de sus divisores  1, 2, 4, 8 y 16 = 31.
- Es un número par y uno cuadrado.
- Es el único número que satisface la relación  x y = y x  con x≠y ( 2 4 = 4 2 ).
- También es igual a 3 2  (tetración).
- 16 es la base del sistema hexadecimal, que se usa ampliamente en informática.
- es el primer número de Erdős-Woods.
- Es la cuarta potencia de dos.
- 16 2  =256.
- Es un término de la sucesión de Padovan.
- Un número de Ulam.
- Forma parte de las ternas pitagóricas (12, 16, 20), (16, 30, 34), (16, 63, 65).
- (15, 16) es la tercera pareja Ruth-Aaron.
- Es un autonúmero.
- Es un número práctico.

## Otras ciencias
- Es el número atómico del azufre (S).
- El grupo 16 de la tabla periódica son los anfígenos.
- La masa atómica del oxígeno es de aproximadamente 16 (15,9994 u).
- Hay 16 onzas en una libra.
- 16 es el número de la Nebulosa del Águila y su cúmulo estelar asociado en el Catálogo Messier (M16).
- NGC 16 es una galaxia lenticular ubicada en la constelación de Pegaso.
- (16) Psyche es un asteroide perteneciente al cinturón de asteroides.
- 16 Cygni  es un sistema estelar triple en la constelación de Cygnus.